# Mitterkirchen im Machland
Mitterkirchen im Machland là một đô thị thuộc huyện Perg thuộc bang Oberösterreich, Áo. Đô thị Mitterkirchen im Machland có diện tích 28,7 km², dân số thời điểm năm 2006 là 1701 người.